# Asier Olaizola
Asier Olaizola Apezetxea, llamado Olaizola I (Goizueta, Navarra, 5 de mayo de 1975), es un ex-pelotari español de pelota vasca en la modalidad de mano.
Hermano del también manista Aimar Olaizola, desde pequeño, junto con su hermano, Asier se aficionó a jugar en el frontón de su pueblo. Durante su andadura profesional ha ganado el campeonato de España de parejas en 1999 y 2001, siendo subcampeón en 2002 y 2007.

## Finales de mano parejas
| Año      | Campeones                 | Subcampeones            | Tanteo | Frontón   |
| -------- | ------------------------- | ----------------------- | ------ | --------- |
| 1999 (1) | Olaizola I - Elkoro       | Goñi II - Zezeaga       | 22-15  | Adarraga  |
| 2001     | Olaizola I - Goñi III     | Alustiza - Beloki       | 22-13  | Atano III |
| 2002     | Xala - Lasa III           | Olaizola I - Patxi Ruiz | 22-19  | Atano III |
| 2007     | Xala - Martínez de Eulate | Olaizola I - Beloki     | 22-18  | Ogueta    |

(1) En la edición de 1999 se disputaron dos torneos por la falta de acuerdos entre las dos empresas de pelota mano, ASPE y Asegarce.